# Arrah (Costa d'Avorio)
Arrah è una città, sottoprefettura e comune della Costa d'Avorio, situata nella regione di Moronou. È capoluogo dell'omonimo dipartimento e conta una popolazione di 33 372 abitanti (censimento 2014).